# Phyllangia papuensis
Espèce
Statut CITES
Phyllangia papuensis est une espèce de coraux appartenant à la famille des Caryophylliidae.